# Richard Speight Jr.
Pour les articles homonymes, voir Speight.
Richard Speight Jr. est un acteur, producteur, réalisateur, scénariste et technicien du son américain né le 4 septembre 1970 à Nashville (Tennessee).

## Biographie
Richard Speight Jr. est né le 4 septembre 1970 à Nashville (Tennessee).
Il est diplômé de l'université de Californie du Sud.
Il joue de la guitare et de la basse.

### Vie privée
Depuis 2003, il est marié à Jaci Kathryn Hays. Ils ont trois fils : Steve, Fletcher and Frank Speight.

## Carrière
En 2001, il joue dans la mini-série, Frères d'armes réalisé par Steven Spielberg et Tom Hanks.
De 2006 à 2008, il est présent dans la série télévisée Jericho.

## Filmographie

### Cinéma

#### Longs métrages
- 1987 : Ernest et les joyeuses colonies (Ernest Goes to Camp) de John R. Cherry III : Brooks
- 1992 : Jouets Démoniaques (Demonic Toys) de Peter Manoogian : Andy
- 1996 : Independence Day de Roland Emmerich : Ed
- 1997 : Speed 2 : Cap sur le danger (Speed 2: Cruise Control) de Jan de Bont : Un officier de pont
- 1997 : Une vie en mémoire (Menno's Mind) de Jon Kroll : Kal, un collègue de Menno
- 1999 : The Last Big Attraction d'Hopwood DePree : Christopher Canby
- 2000 : Le Monstre du campus (Boltneck) de Mitch Marcus : Un vendeur de BD
- 2000 : North Beach de Jed Mortenson et lui-même : Pete
- 2002 : Mr. Lucke de Charles B. Unger : DJ Tom Bush (voix)
- 2005 : Thank You for Smoking de Jason Reitman : Un stagiaire
- 2005 : Le Choix de Sofia (Love for Rent) de Shane Edelman : George
- 2006 : Dérive mortelle (Open Water 2: Adrift) d'Hans Horn : James
- 2008 : American Crude de Craig Sheffer : Le superviseur de la morgue
- 2011 : Three Blind Saints de John Eschenbaum : Sam
- 2012 : Noobz de Blake Freeman : Jeff
- 2012 : Crave de Charles de Lauzirika : Maître Rupert
- 2013 : The Sidekick de Michael J. Weithorn : Lucky
- 2015 : The Week de Jon Gunn et John W. Mann : Thomas Briggs
- 2015 : The Evil Gene de Kathryn F. Taylor : Griff Krenshaw
- 2016 : Bad, Bad Men de Brad Ellis et Allen C. Gardner : Le libraire
- 2017 : All About the Money de Blake Freeman : Rick
- 2017 : Brick Madness de Justin McAleece : Jeff Tisdale
- 2017 : Death House de B. Harrison Smith : Dr Bennett
- 2019 : Our Friend de Gabriela Cowperthwaite : Davey Faucheux
- 2019 : Driven de Glenn Payne : Roger
- 2019 : Home Is Where the Killer Is de Kaila York : James Thomason
- 2021 : Old Henry de Potsy Ponciroli : Duggan

#### Courts métrages
- 2000 : In God We Trust de Jason Reitman : Robert
- 2000 : Dave's Blind Date de Matthew E. Alper : Dave
- 2010 : AppleBox de Rick Page : Bryan Watercress
- 2019 : Mama Bear de Matt Cohen : Un homme

### Télévision

#### Séries télévisées
- 1989 : ABC Afterschool Specials : Kenny
- 1989 : Freddy, le cauchemar de vos nuits Freddy's Nightmares, a Nightmare on Elm Street: The Series) : Oliver Michaels
- 1990 : China Beach : Un jeune homme
- 1990 : Matlock : Un livreur
- 1990 : Elvis : Leon
- 1993 : Running the Halls (en) : Mark G. "The Shark" Stark
- 1995 : Urgences (ER) : Barinski
- 1995 : Maybe This Time : Eddie
- 1995 : Campus Cops : Gunther
- 1995 - 1996 : Night Stand : Lyle Johnson / Pud
- 1996 : La Vie à cinq (Party of Five) : Miller West
- 1996 : Hypernauts : Un alien
- 1997 : Built to Last : Stanley
- 1997 / 1999 : JAG : Lieutenant Michael Gerter / Warren Toobin
- 1998 : L.A. Docs : Carl
- 1999 : Payne : Nick
- 2000 : Grown Ups : Le gourou
- 2001 : Frères d'armes (Band of Brothers) : Sergent Warren "Skip Muck
- 2001 - 2003 : Espions d'État (The Agency) : Lex
- 2005 : Alias : Derek Modell
- 2005 : Les Experts : Miami (CSI: Miami) : Kevin Banks
- 2005 : Into the West : Rupert Lang
- 2005 : Oui, chérie ! (Yes, Dear) : Frank
- 2006 - 2008 : Jericho : Bill Kohler
- 2007 - 2010 / 2014 / 2018 : Supernatural : L'embrouilleur / L'archange Gabriel
- 2009 : Life : Dean Ellis
- 2010 : Memphis Beat : Donald
- 2010 : Look : Un chauffeur de taxi
- 2011 - 2012 : Justified : Jed Berwind
- 2012 : Longmire : Un membre du gang de motards
- 2014 : Les Experts (CSI: Crime Scene Investigation) : Lloyd Bryant
- 2015 : To Appomattox : Nathan Wexler
- 2016 - 2017 : Kings of Con : Richard Slate
- 2017 : Esprits criminels : Unité sans frontières (Criminal Minds: Beyond Borders) : Robbie Garcia
- 2017 : Still the King : Un producteur de musique
- 2022 : Kung Fu : Leif Winzig
- 2023 : The Winchesters : Loki
- 2025 : 911 : Lone Star : Révérend Phil

#### Téléfilms
- 1984 : Love Leads the Way : A True Story de Delbert Mann : Jimmy
- 1988 : Goodbye, Miss 4th of July de George Trumbull Miller : Un jeune Klansman
- 1990 : L'aube de l'apocalypse (By Dawn's Early Light) de Jack Sholder : Le garde du SAC
- 1995 : Amanda and the Alien de Jon Kroll : JoJo, le gérant de café
- 1995 : Dead Weekend d'Amos Poe : Un rebel
- 1995 : Out There de Sam Irvin : Un employé

### Producteur
- 2000 : North Beach

### Réalisateur
- 2000 : North Beach

### Scénariste
- 2006 : Dérive mortelle

### Jeux vidéos
- 2005 : Call of Duty : Soldat Stephen Kelly (voix)
- 2005 : Call of Duty 2: Big Red One : Soldat Stephen Kelly (voix)